# Sitna konica
Sitna konica (sitnocvjetna konica, lat. Galinsoga parviflora) je zeljasta biljka iz porodice Asteraceae. Biljka potječe iz Južne Amerike, a danas se može naći širom svijeta kao dosadan korov. Mlada se biljka može koristiti za jelo. Kod nas se za ovu vrstu koristi naziv sitnocvijetna konica.

## Povijest
Galinsoga parviflora je u Europu donesena iz Perua oko 1796. godine, te se kao korov prvo raširila diljem Velike Britanije i Irske. Ime je dobila po španjolskom botaničaru Ignaciu Mariano Martinez de Galinsoga.

## Sastav
Sadrži stigmasterol, gumu. Listovi sadrže inulin, triterpene saponine, flavonoide, organske kiseline (kava, limunska, jantarna, oleinska, palmitinska), tanine. U biljci je pronađeno 15 aminokiselina, među njima 9 esencijalnih: arginin, valin, treonin, metionin, izoleucin, leucin, fenilalanin, lizin i histidin. Visok sadržaj kalija, silicija, kalcija, fosfora i magnezija utvrđen je u sastavu nadzemnog dijela biljke.

## Primjena u narodnoj medicini
Uvarak od bilja pomaže u normalizaciji visokog krvnog tlaka, učinkovit i kod bronhitisa, prehlade. Stanovnici Dalekog istoka koriste nadzemne dijelove kao hemostatsko terapijsko sredstvo za krvarenje uterusa. Aktivne tvari koje se nalaze u travi aktiviraju tjelesni imunitet, pomaže vratiti zdravlje tijekom iscrpljenosti i duge bolesti. Uvarak korijena biljke koristi se kao antipiretičko terapijsko sredstvo.

## Vanjske poveznice
https://pfaf.org/user/Plant.aspx?LatinName=Galinsoga+parviflora